# 鮑當
鮑當（？—1038年），字平子，号清风，臨安（今屬浙江）人，北宋政治人物。
宋真宗景德二年（1005年）進士。授官河南府法曹，因事未順從知府薛映之意，赋献《孤雁》诗以求和解。時人謂之“鮑孤雁”。歷官职方郎中，知明州。天聖五年（1027年）知衢州。景祐四年（1037年）知湖州，景祐五年（1038年），卒於湖州任上。有《清風集》。